# Revenga
Revenga es una localidad, constituida como entidad local menor, perteneciente al municipio de Segovia, en la provincia de Segovia de Castilla y León (España). Está situada en el sur de la provincia, a los pies de la sierra de Guadarrama, bajo el macizo rocoso conocido como la Mujer Muerta.
En sus inmediaciones está el embalse de Puente Alta, y cerca de él, algunos kilómetros más arriba, la captación de agua que alimentaba el acueducto de Segovia. Tiene unos 650 habitantes, de los cuales se encuentran empadronados 575, según datos del INE de 1 de enero de 2022. 
En su término local se encuentra los despoblados de Aldeanueva, Santillana, Los Hoyos de Santillán, La Aldihuela y Castellaniellos.

## Toponimia
La primera vez segura que se conoce una mención de Revenga con este nombre, corresponde a un documento eclesiástico escrito del Archivo Catedralicio de Segovia que data del 1 de junio de 1247, como consecuencia de las relaciones de préstamo efectuadas por la mesa episcopal y por la de los canónigos a los colonos que trabajan las tierras propiedad de la Iglesia. Aunque es posible que Arbana citado en un documento árabe de Al-Idrisi del mediados del siglo XII también se refiera a esta población.
Etimológicamente Revenga significa "lugar revenido o húmedo". La presencia del Río Frío y de varios manantiales y arroyos en esta zona justifican el calificativo también pudiendo tratarse de repoblación desde la palentina Revenga de Campos a una población árabe llamada Arbana.

## Geografía

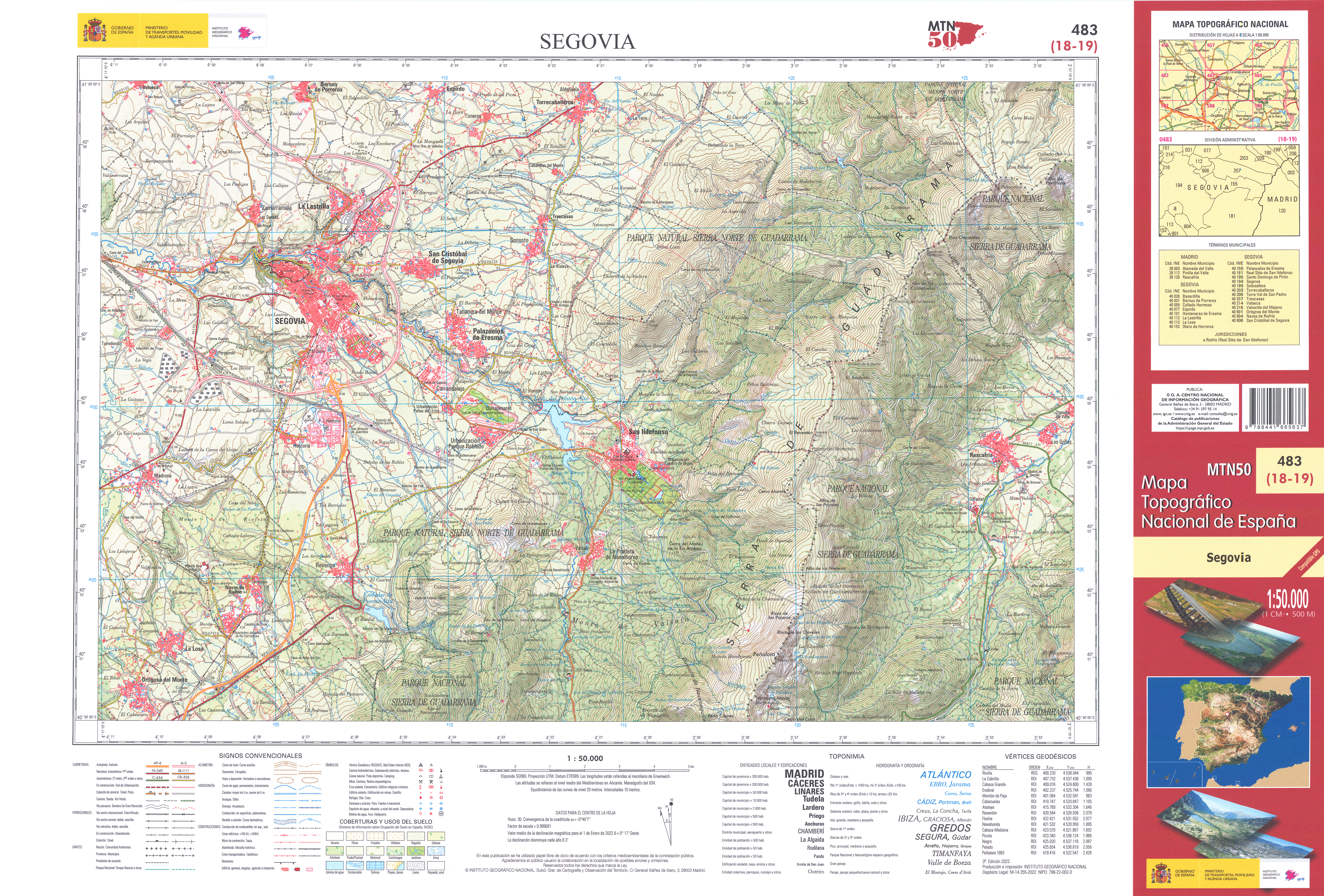
Fragmento de la hoja 483 del Mapa Topográfico Nacional de España de 2022 en el que se representa Revenga

### Límites
| Noroeste: Hontoria (Segovia)                 | Norte: Hontoria y Nueva Segovia (Segovia); Carrascalejo, Peñas del Erizo y Parque Robledo (Palazuelos de Eresma) | Noreste: Parque Robledo (Palazuelos de Eresma), La Granja (Real Sitio de San Ildefonso) |
| Oeste: Riofrío (Real Sitio de San Ildefonso) | | Este: Valsaín (Real Sitio de San Ildefonso)                                             |
| Suroeste: Navas de Riofrío                   | Sur: Navas de Riofrío, Valsaín (Real Sitio de San Ildefonso)                                                     | Sureste: Valsaín (Real Sitio de San Ildefonso)                                          |

## Historia

### Orígenes
La huella romana se aprecia en Revenga por la construcción de la cacera del Acueducto a partir del río de la Acebeda, así como por los tramos de una antigua calzada romana que se conservan en las cercanías de la ermita de San Roque.
Los estudios realizados por Alonso Zamora Canellada indican que Revenga pudo ser la Arbana que se menciona en documentos de la época islámica.
Revenga, en su ubicación actual, aparece como resultado de repoblaciones que en la Edad Media, a partir del siglo XII, se hicieron en territorios reconquistados a los árabes. Su nombre aparece en la documentación de la diócesis segoviana desde 1247. Probablemente, sus primeros pobladores procedían de Revenga de Campos (Palencia), existiendo apellidos comunes en ambos lugares que, a su vez, derivan de otros con origen en las actuales Cantabria y Euskadi. Otra población homónima, con el mismo origen, es Revenga de Muñó, en la provincia de Burgos. También, en la provincia de Burgos, encontramos el paraje conocido como Comunero de Revenga, terreno en el que comparten jurisdicción los municipios de Canicosa de la Sierra, Quintanar de la Sierra y Regumiel de la Sierra.
Hay restos, en el Soto y en la zona de Fuentebuena, de asentamientos anteriores, iberos y romanos. También están los restos de la ermita de San Andrés, junto a lo que se supone que fue el primer núcleo urbano de Revenga.
Desde el siglo XII Revenga forma parte, con otros quince pueblos, del Sexmo de San Millán, dentro de la Comunidad de Ciudad y Tierra de Segovia.
Entre los años 1752 y 1873 perteneció a la Prelatura Nullius de la Abadía de San Ildefonso. Cerca del pueblo pasaba el camino real que iba de San Ildefonso a Guadarrama, que terminó convirtiéndose en la carretera nacional 603 Segovia-San Rafael.

### Pobladores en elsigloXVIII
La historiadora María Teresa Llorente Fernández ha realizado investigaciones de censos de épocas pasadas. En el censo de 1752 los apellidos de los pobladores residentes son: Moreno, Tapia, Cañas, Pérez, Solana, Heredero, Coche, Nogales, Montemayor, Meléndez, Pascual, Vázquez, González, Gila, Dávila, Miranda, Lázaro, Hernández, Sanz de Villavieja, Benito, Sáez, Rodríguez, Villoslada, Sanz, Mantecas, Díaz de Podaca, Tejedor, Yagüe, de Frutos, Carralón, Manso, Prieto, Molino, Arribas, Cubo, del Barrio, Peinador, Alonso, Gallego, Piñuela y Villa.
Hay grandes propietarios, no residentes, con los apellidos Avellaneda, Berrocal, Contreras, Alauiza, Porres, Maldonado, Ormaza, Martínez, Martín de Velasco, Baca, Entero, Plaza, López, Balbuena, García, Salvador, Garrido, Mateos, Asenjo, Bernardo y Sancho, además de los marqueses de Lozoya, Quintanar y Peñarrubias.

### Historia reciente
Durante la guerra civil tuvo lugar el episodio conocido como El Ataque, dentro de la Batalla de La Granja, en el cerro de Cabeza Grande, a cuyos pies se encuentra Revenga.
Fue municipio independiente hasta 1971, año en el que fue anexionado al municipio de Segovia.
En 1979 se intentó, infructuosamente, constituirse como Entidad Local Menor. En 1983 la Ley de Bases de Régimen Local entonces vigente sí lo permitió, dejando de ser barrio incorporado.
Desde entonces, pretende recuperar su independencia, pero depende de la resolución que en su día dictamine el Tribunal Supremo, una vez que la Junta de Castilla y León lo denegó en 1999, confirmando esta denegación el TSJ de Castilla y León en 2005.
Su actual alcalde ha calificado la incorporación de Revenga a Segovia como "un error".

## Geografía humana

### Demografía
| Gráfica de evolución demográfica de Revenga entre 1828 y 2021 |
| |
| Población según el Diccionario geográfico-estadístico de España y Portugal de Sebastián Miñano. Población de derecho según los censos de población del INE Población de hecho según los censos de población del INEEntre el censo de 1857 y el anterior, crece el término del municipio porque incorpora a Navas de Riofrío Entre el censo de 1981 y el anterior, este municipio desaparece porque se integra en el municipio de Segovia |

### Economía
Durante muchos años y hasta épocas recientes sus habitantes se dedicaron a la agricultura y, especialmente, a labores ganaderas como el pastoreo y esquileo de las ovejas y el ordeño de las vacas; actualmente sigue habiendo importantes rebaños de vacas para carne que pastan en terrenos comunales o en fincas particulares. Muchos de sus habitantes han ejercido el oficio de gabarrero, acarreando leña desde los pinares cercanos a lomos de asnos, caballos y mulos.
La construcción del embalse de Puente Alta, durante los años 50, supuso el inicio de nuevas actividades para sus habitantes. En la actualidad hay un reducido núcleo de población inmigrante que trabaja en el sector de la construcción y en las grandes obras públicas.
Actualmente tiene importancia el sector hostelero y el de la construcción; también hay algunos talleres de carpintería metálica, además de un taller de forja en el que se elaboran objetos de gran belleza. No podemos olvidar la panadería, con establecimientos en Segovia. La mayor parte de sus habitantes se desplaza a trabajar a la capital.

### Comunicaciones
Se encuentra a 9 km de Segovia, a orillas de la CN-603 que la une con la N-VI en San Rafael y de allí con Madrid y el resto de la meseta. Por su término municipal pasa la autopista de peaje AP-61, que une Segovia con San Rafael y con la autopista AP-6.
Los servicios de transporte por ferrocarril tienen origen en Segovia, de donde parte la línea Segovia-Madrid-Guadalajara. La estación del AVE Segovia-Guiomar en la línea Madrid-Valladolid, operativa desde el 22 de diciembre de 2007, se encuentra a 5 km de Revenga, junto a la ermita de San Antonio de Juarrillos (término municipal de Hontoria, barrio incorporado de Segovia desde 1971).
Su término local limita con los de Hontoria, Palazuelos de Eresma, La Granja de San Ildefonso y Navas de Riofrío.

## Administración y política

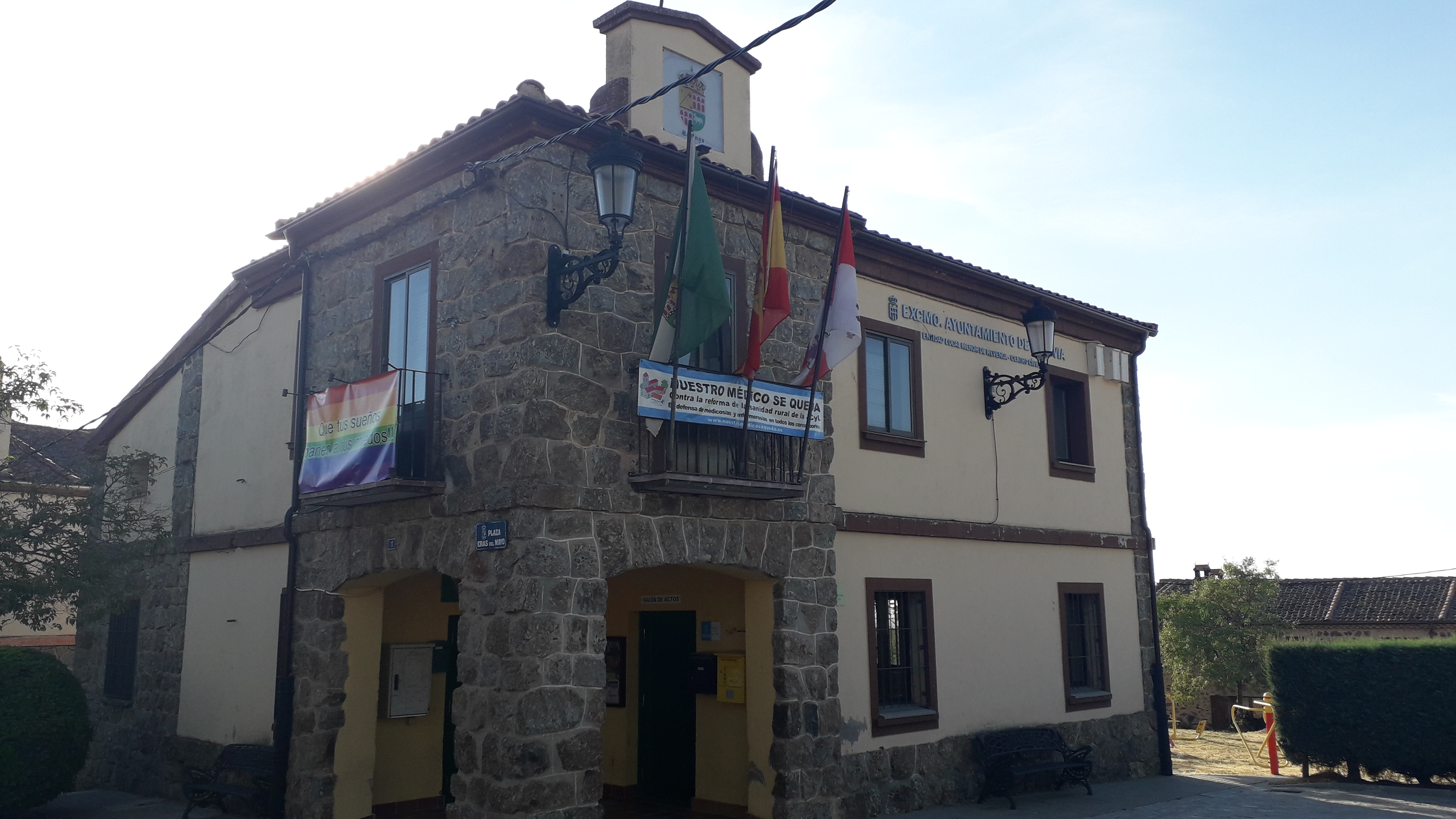
Casa consistorial, sede de su alcaldía pedánea y centro cívico, arriba el escudo de la localidad

Depende del Ayuntamiento de Segovia, pero cuenta con su propia alcaldía con cierto grado de autogestión al ser una entidad local menor desde 1983.
| Periodo   | Nombre                                         | Partido |
| --------- | ---------------------------------------------- | ------- |
| 1979-1983 | ----                                           | ----    |
| 1983-1987 | Anastasio Pacheco Gómez                        |         |
| 1995-1999 | Faustino Castro García                         | PSOE    |
| 1999-2003 | Sonia María Obiol Muñoz Faustino Castro García | PSOE    |
| 2003-2007 | José Luis Cañas Badiola                        | PSOE    |
| 2007-2011 | José Luis Cañas Badiola                        | PSOE    |
| 2011-2015 | José Luis Cañas Badiola                        | PSOE    |
| 2015-2019 | Alfonso Nevado Rincón                          | PSOE    |
| 2019-2023 | Alfonso Nevado Rincón                          | PSOE    |
| 2023-act. | Alfonso Nevado Rincón                          | PSOE    |

### Organización municipal
Como Entidad Local Menor, dispone de una Junta Vecinal regulada por la Ley de Régimen Local de 1998 de Castilla y León. Al frente de esta Junta Vecinal hay un alcalde pedáneo, elegido democráticamente por los revenganos. Este alcalde pedáneo nombra a tres miembros de la Junta Vecinal, que se completa con el candidato de la segunda lista más votada.
Actualmente, como consecuencia de las elecciones locales celebradas en mayo de 2019, la Junta Vecinal está integrada por las siguientes personas:
- Alcalde pedáneo: Alfonso Nevado Rincón (PSOE).
- Vocales: Jesús Rodríguez Tapias, Hortensia Álvarez Aparicio, Rocío Pardos Herranz y Mónica Martín Velasco.

## Símbolos
El escudo heráldico que representa al municipio se blasona de la siguiente manera:

«Escudo cuartelado. Primero de oro con una flecha y un hacha de gules puesto en aspa. Segundo y tercero, de gules con un acueducto de dos ordenes, de plata, mazonado de sable y puesto sobre diez peñascos de plata. Cuarto, de sinople con una oveja de plata. Timbrado de la Corona Real Española.»
Boletín Oficial de Castilla y León nº 200/1998 de 19 de octubre de 1998

La descripción textual de la bandera es la siguiente:

«Bandera cuadrada, de proporción 1:1, de color verde con una banda blanca de 1/5 del ancho, y brochante al centro el escudo municipal en sus colores.»
Boletín Oficial de Castilla y León nº 200/1998 de 19 de octubre de 1998

## Monumentos y construcciones
- Iglesia de San Sebastián (Revenga)
- Ermita de Nuestra Señora del Soto
- Ermita de San Roque
- Ruinas de la Casa de Esquileo de Santillana
- Restos de la Calzada Romana, junto a la ermita de San Roque
- Ruinas de la ermita de San Andrés
- Potro de herrrar
- Bomba de agua
- Pilones para abrevar ganado

### Iglesia de San Sebastián (Revenga)

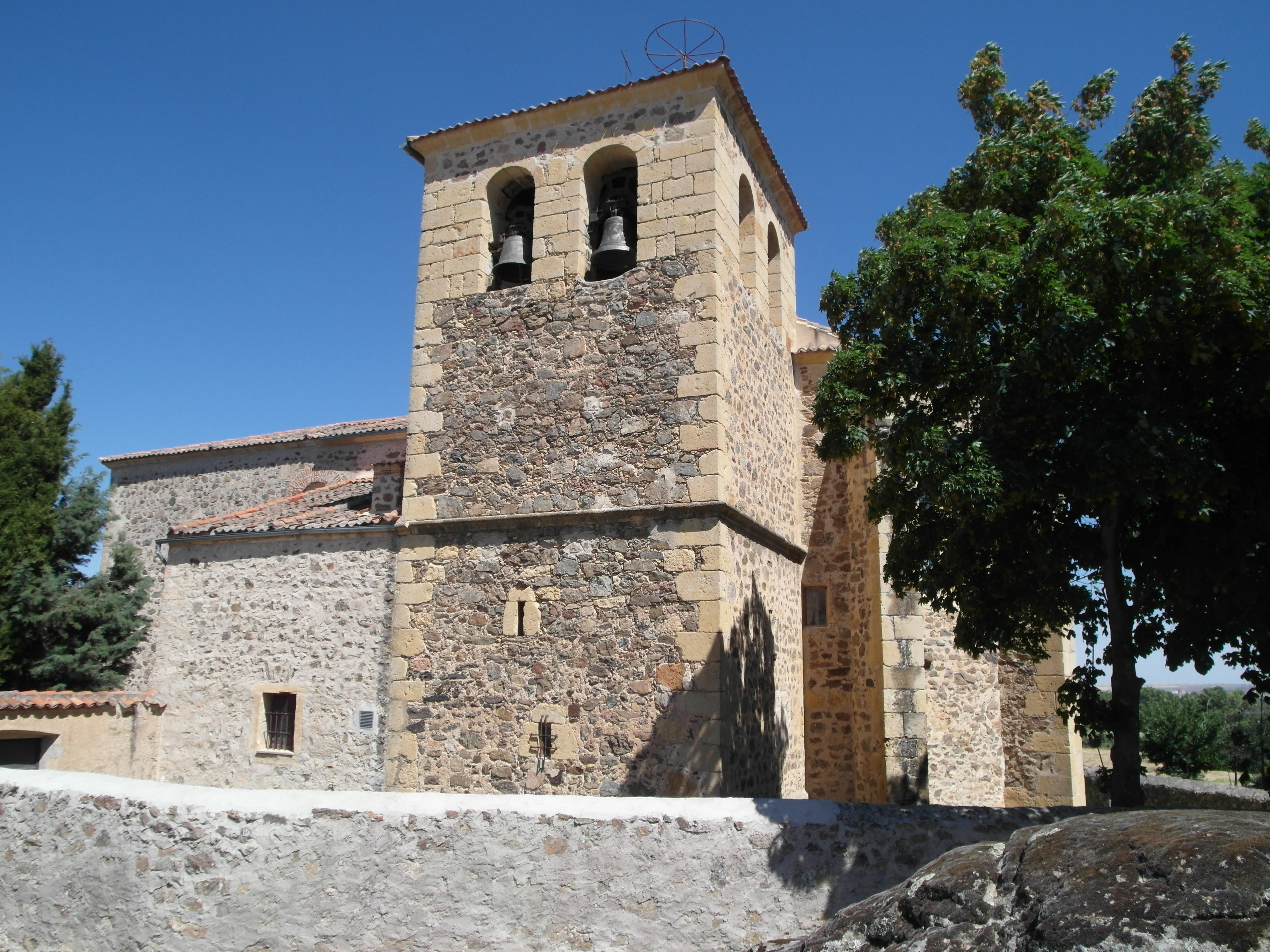
Iglesia parroquial de san Sebastián.

### Ermita de Nuestra Señora del Soto

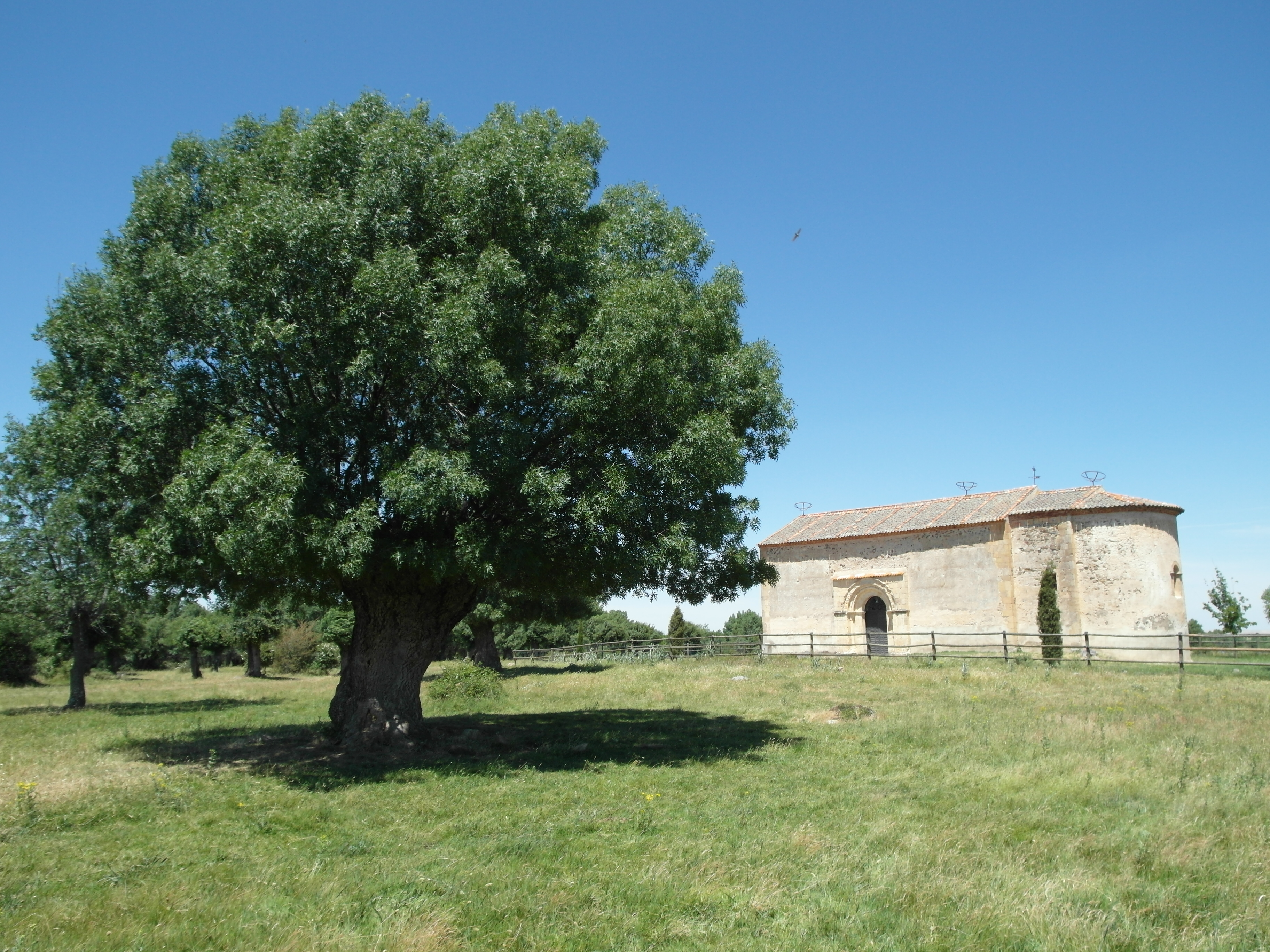
Ermita de Nuestra Señora del Soto, a las afueras de Revenga.

#### Ubicación
Como oculta en la ladera de fresnos, se levanta esta ermita a la Virgen del Soto, patrona de los montes que rodean Revenga y protectora de árboles y ganados. Desde el claro que ocupa la ermita se disfruta de una bella vista de Segovia presidida por la Catedral. El día de Pentecostés, pasados y olvidados los rigores del invierno, los vecinos del pueblo llegan hasta aquí en alegre romería y celebran la fiesta en agradecimiento a su Virgen.

#### Estructura
Es un templo románico, muy austero, mantenido durante siglos por el esfuerzo de sus devotos. El conjunto presenta una aire sencillo y a la vez estilizado, de proporciones altas y estrechas. Consta de una sola nave, con cabecera formada por el tramo recto del presbiterio y ábside semicircular. Toda ella está construida en una ruda mampostería hecha con piedra de la zona y enfoscada. La piedra de sillería se reserva para las esquinas, la portada principal situada en el muro sur de la nave, la pequeña entrada de los pies de la nave y el arco que rodea el estrecho vano del centro del ábside. Algunos sillares llevan la marca de los canteros que ha permitido datarlos, según los expertos, hacia 1240. Probablemente procedan de la ermita de San Andrés, también situada en el Soto, cuyos restos fueron así reutilizados. Recientemente se ha realizado un vallado de madera alrededor de la ermita, en armonía con el entorno, para proteger las paredes de las agresiones químicas producidas por los excrementos de los animales que pastan en el Soto.

#### Exterior
Según se puede apreciar en el lado norte del tramo recto del presbiterio, la cornisa de todo el templo, o al menos de la cabecera, fue de piedra labrada, decorada con motivos vegetales. También estarían decorados los canes que la sujetaban y las metopas entre estas. Posteriormente esta cornisa se sustituyó por otra de ladrillo plano y teja.
Las dos puertas de acceso a la nave son los elementos de mayor interés del conjunto. La portada del muro sur presenta una variada decoración escultórica muy afectada por el paso del tiempo. Está formada por un arco de medio punto apoyado sobre capiteles y columnas. Uno de los capiteles es nuevo, de una reciente restauración, y el otro ha perdido los detalles de su decoración. La arquivolta exterior presenta temas individualizados en cada una de sus dovelas: motivos vegetales, animales fantásticos, una cigüeña y representaciones de oficios entre los que destaca una figura que aparece esquilando una oveja. Algunas dovelas son nuevas, colocadas durante la restauración. La arquivolta interior se adorna con elementos vegetales. En la dovela central aparece la mano de Dios en actitud de bendecir.
La puerta del lado oeste es baja y estrecha, apenas decorada por unas molduras geométricas. Una pequeña ventana situada en la puerta nos permite asomarnos al interior de la ermita, generalmente cerrada. Por dentro destaca su desnudez en la que resalta con fuerza el gran arco de triunfo que separa nave y cabecera. Es un arco doblado que se apoya en su parte interna en grandes capiteles decorados, en perfecto estado de conservación.

### Ermita de San Roque

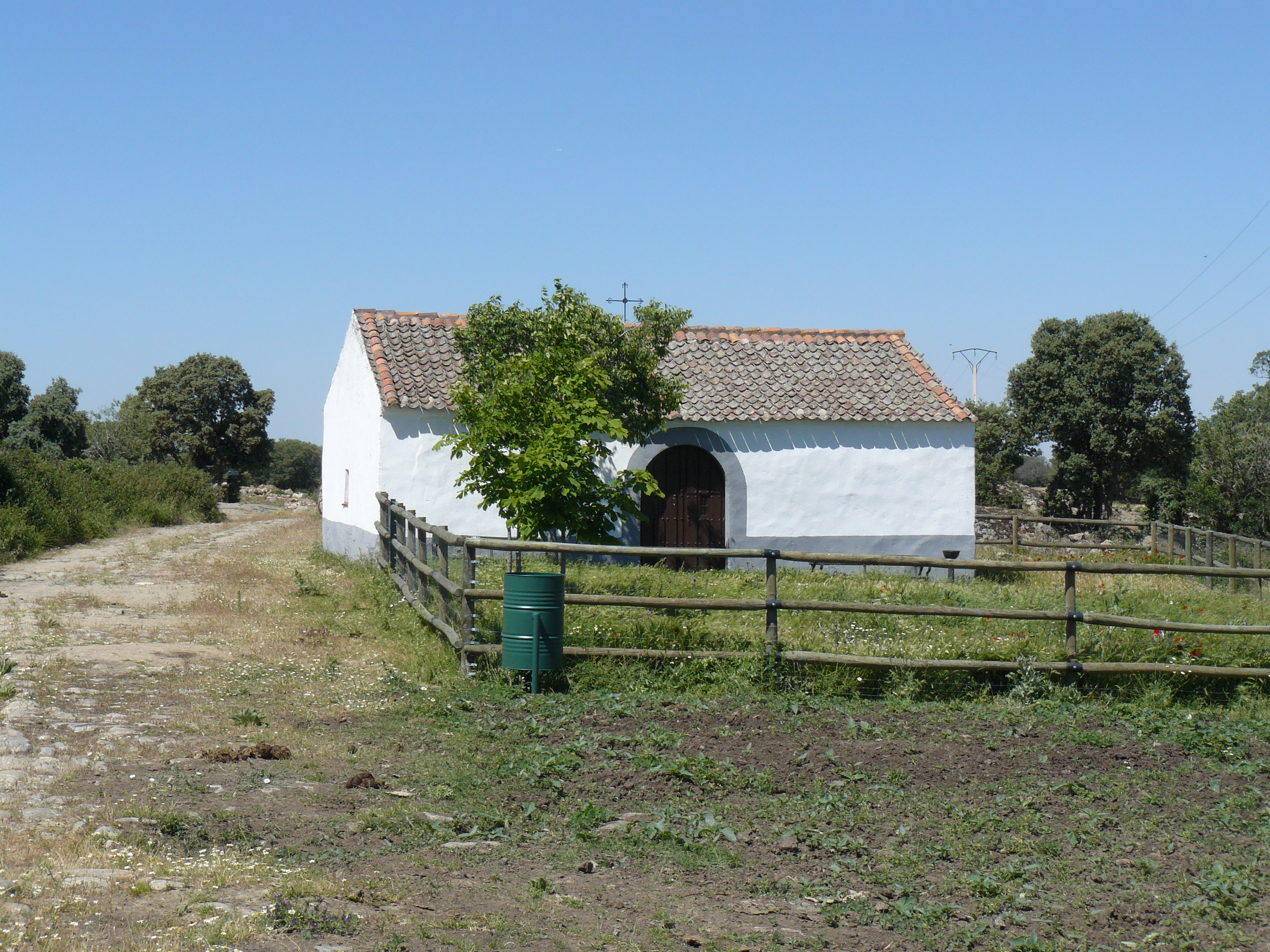
Ermita de San Roque, al oeste de Revenga.

Está situada en la salida oeste del pueblo, junto a la calzada romana en dirección a Navas de Riofrío. Es una construcción muy sencilla que probablemente se realizó a principios del siglo XVII, al igual que otras muchas, como agradecimiento a San Roque por haber librado a estos parajes de la peste que asoló España en el año 1599. En su interior se han descubierto recientemente unas pinturas que recubren las paredes y que, en opinión de los expertos, merecería la pena restaurar.

### Casa de Esquileo de Santillana
Fue incluida en la Lista roja de patrimonio en peligro el 13 de febrero de 2025 por su estado crítico de conservación a pesar de su gran valor patrimonial, siendo asediada por vándalos, acceso de ganado, extracción de material de construcción y vertido de residuos, además del abandono institucional continuado.

### Calzada Romana

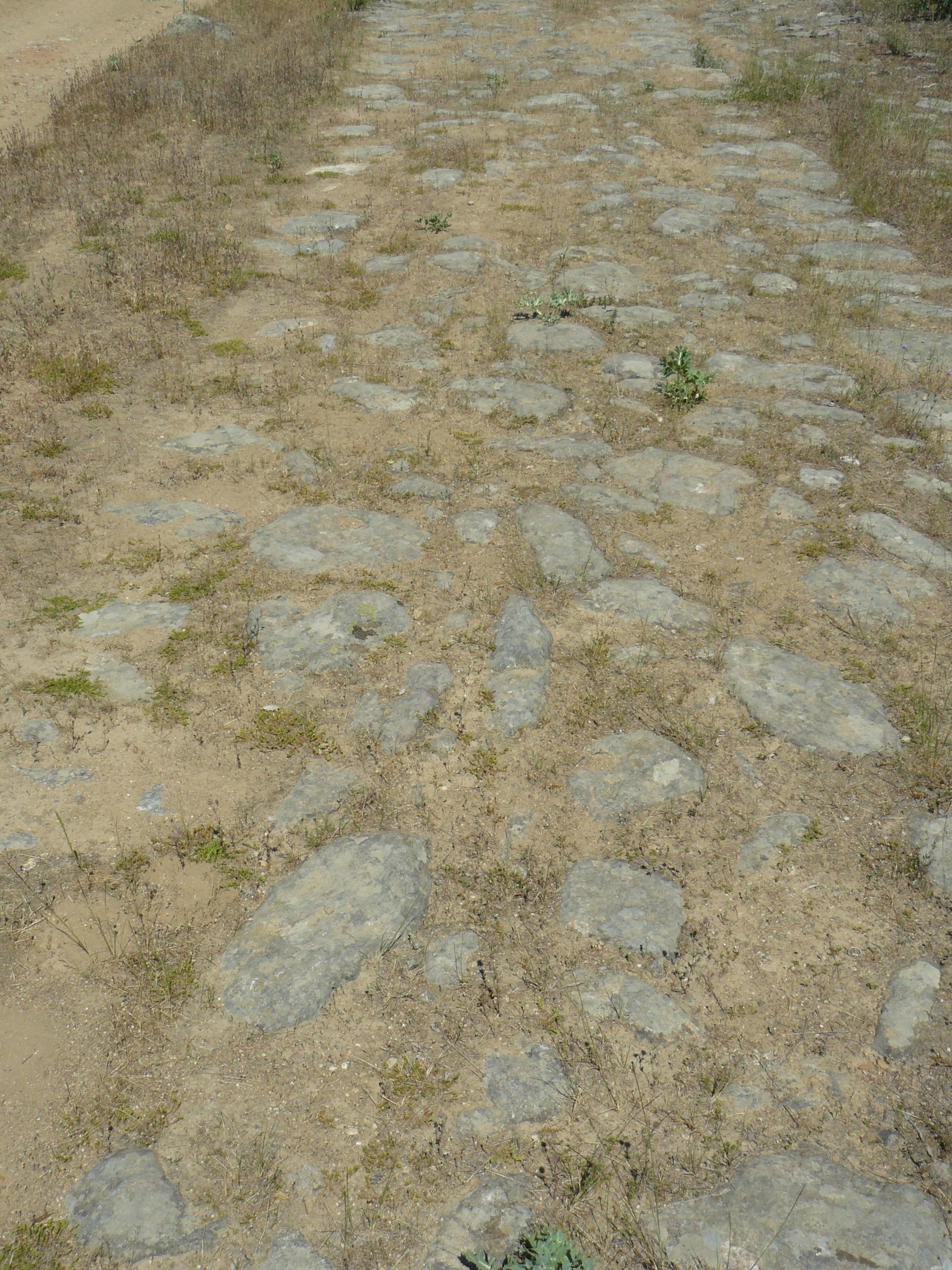
Calzada empedrada, a las afueras de Revenga.

Hay restos muy bien conservados en el casco urbano (barrio de San Roque e inmediaciones de la ermita de San Roque). Esta calzada continúa por el camino de la Aldehuela y se adentra en los pinares de Valsaín, por los parajes conocidos como La Cruz de la Gallega y la Fuente de la Reina, pasando finalmente a la provincia de Madrid.

### Ruinas de la ermita de San Andrés
Se encuentran en terrenos del Soto, a la izquierda de la carretera, tras cruzar el paso canadiense desde la N-603. Algunos de sus sillares fueron reutilizados para construir la ermita de Santa María del Soto.

### Potro de herrar
Recientemente restaurado, se encuentra en un terreno municipal situado en la confluencia de la calle del Mayo con la calle del Fielato, cerca del Ayuntamiento.

### Bomba de agua
Se ha restaurado la antigua bomba que servía para suministrar agua a los vecinos procedente de un pozo situado muy cerca de la carretera, al principio de la actual calle de la Bomba.

### Pilones para abrevar ganado
- En zona urbana: plaza del Sexmo de San Millán, calle del Calvario y calle del Caño (este último, se surte de un manantial).
- En el Soto: La Dehesilla y Los Arroyuelos.
- En zona rústica del término, fuera del Soto: San Roque y Las Retuertas de Arriba.

## Otros lugares de interés

### El Soto de Revenga

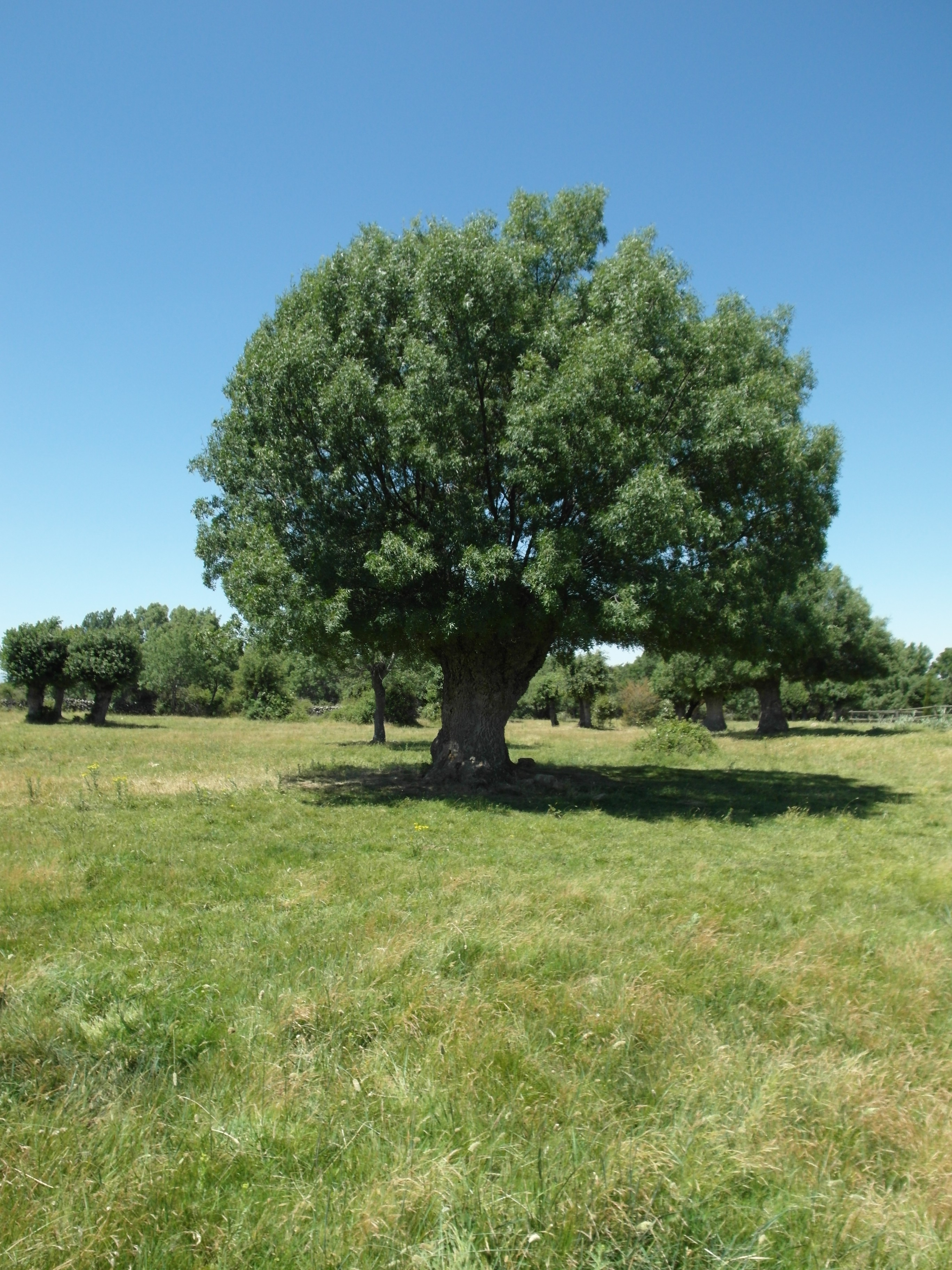
Fresnos del soto de Revenga.

Es un paraje protegido (M.U.P. 160) con gran abundancia de fresnos, resultado de una repoblación realizada por los propios revenganos durante el reinado de Carlos III. Hay algunas encinas y restos de olmos que desaparecieron en los años ochenta del siglo XX a causa de la grafiosis.

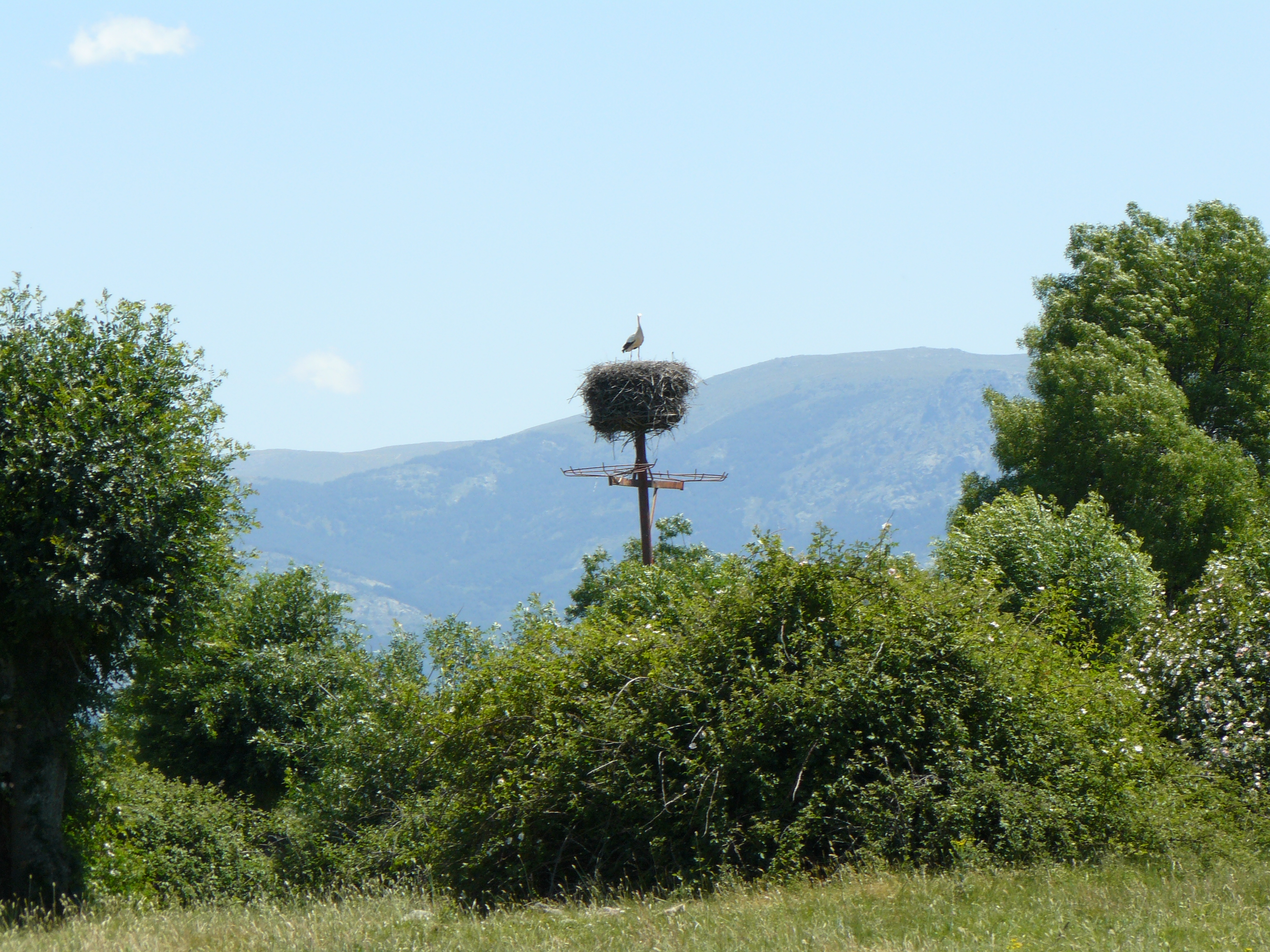
Cigüeña en el soto de Revenga.

En él nidifica una importante población de cigüeñas.
Sus terrenos albergan la ermita de Santa María del Soto. En ellos pastan vacas y caballos, siguiendo normas consuetudinarias, adaptadas en una Ordenanza a la Constitución y a las leyes estatales y regionales.
A la entrada, cerca de la iglesia de San Sebastián, se encuentra el Embarcadero de ganado, recinto utilizado para vacunar a las reses y para su atención veterinaria.
En época reciente se han construido en sus terrenos dos espacios de servicios esenciales para el pueblo: el cementerio de San Sebastián y la E.D.A.R. (depuradora de Revenga).

### LaCacera Real,Cacera del Acueducto,Cacera de la Acebedao de Navalcaz
Fue construida por los romanos y se sigue utilizando para abastecer de agua tanto a Revenga, directamente, como a Segovia, a través de la E.T.A.P. de El Rancho del Feo. El último tramo, desde la zona del Pasadero hasta Segovia, en el que el Acueducto va enterrado, posee una pendiente uniforme, de 0'43% de media, en 5.364 m. El primer sector de este tramo discurre paralelo a la Cañada Real Soriana Occidental.
La captación se encuentra en el Arroyo Frío o de la Acebeda, el mismo que más abajo queda represado para formar el embalse de Puente Alta.
La toma de agua (Azud de la Acebeda) está a 1.255 metros de altitud a 15 kilómetros de Segovia, en el curso alto del Río Frío, que allí toma el nombre de Río de la Acebeda por el acebo que hay en esa zona, en la ladera sur del cerro de Cabeza Grande, donde actualmente hay una colonia de buitres negros. Se puede acceder fácilmente al Azud caminando unos dos kilómetros por una senda que parte de la cola del embalse de Puente Alta
Esta toma se realiza mediante un pequeño azud (presa de derivación de parte del caudal del río) de traza romana, formado por 26 piezas de granito, de 69 cm de altura y longitudes variables, grapadas con llantones de hierro y recibidos con plomo. Está inclinado unos 45° con respecto al eje del río para derivar sus aguas por la margen derecha hacia un canal descubierto que las vierte a un decantador de arenas (abierto también, por lo que se puede apreciar su funcionamiento) que, a su vez, introduce el agua por una tubería enterrada, en algunos tramos ubicada en el interior de la antigua cacera romana. Puede derivar un caudal máximo de entre 30 y 50 litros por segundo, el doble del que permite el Acueducto en su parte final.
La Cacera, aunque enterrada, puede seguirse fácilmente por el ruido del agua en los registros y porque esporádicamente aparece en superficie a través de pozos de aireación. En algunos puntos se observa una antigua cacera en desuso que algunos dicen ser la primitiva romana, que no iba enterrada y que debía estar vigilada por centinelas y personas que se dedicaban a su mantenimiento. En 1929 se colocó la tubería actual que es la que se encuentra enterrada, aunque se utilizó la misma traza que existía ya.

### La Mujer Muerta

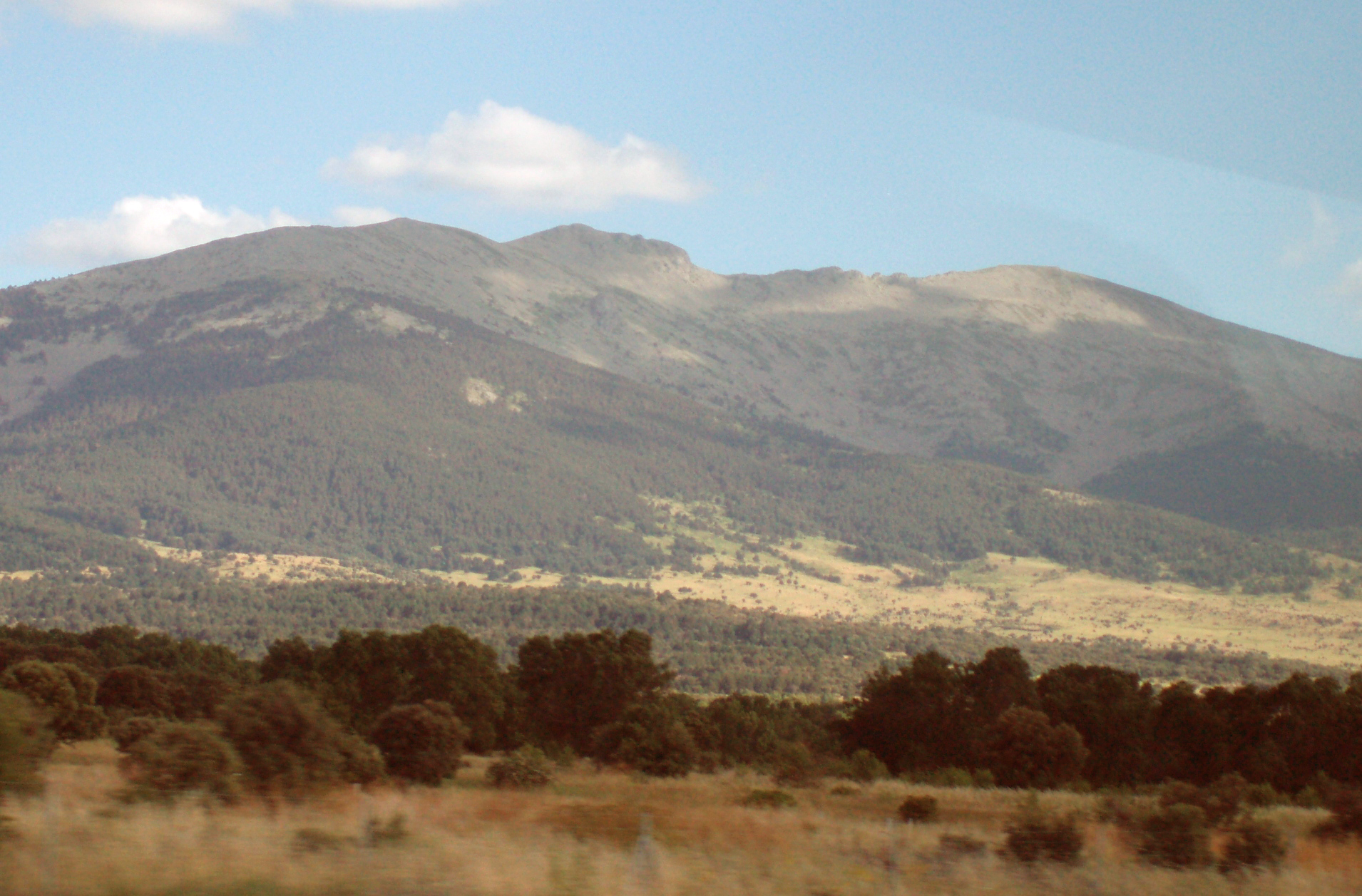
La Mujer Muerta vista desde las cercanías de Revenga. La cabeza de la mujer está en el centro de la imagen, a continuación el pecho y a la derecha el vientre.

Sus picos más notables son La Pinareja o cabeza de la Mujer Muerta (2197 m), El pico del Oso, que forma los dedos y el vientre (2196 m) y El Pico de Pasapán (los pies) con 2005 m. Entre este pico y la sierra de Quintanar está el Puerto de Pasapán (1846 m). También se destaca una gran roca situada en la ladera, por debajo de la cabeza, conocida como La Peña del Oso.
Uno de los accesos más conocidos es, desde la cola del pantano, alcanzar el Collado de Río Peces. Desde ahí, lomeando, se pueden recorrer todas las cimas, empezando por la cabeza. Pasados los pies, se llega al Puerto de Pasapán, desde donde se desciende hasta Ortigosa del Monte.
En la vertiente sur se encuentra el cerro conocido como Montón de Trigo.
Formando parte de la Semana Cultural, previa a las fiestas de agosto, se realiza todos los años una marcha a la Mujer Muerta, en la que se inscribe un elevado número de personas de todas las edades.

### Cañada Real Soriana Occidental
También conocida como Cañada de la Vera de la Sierra, es un antiguo camino de trashumancia. Discurre por las faldas de los cerros Matabueyes y Cabeza Grande, siguiendo por detrás del embalse de Puente Alta hasta entrar en el término municipal de Navas de Riofrío.
La casa de esquileo de Santillana, actualmente en ruinas, se encuentra situada junto a la cañada, a los pies del cerro Matabueyes.
En la actualidad se han realizado deslindes para ubicarla con exactitud, amojonándola y dotándola de paneles informativos en lugares cercanos a su recorrido en los que se explica lo
más significativo sobre la historia y monumentos del lugar.
En sus cercanías, cerca del límite donde convergen los términos municipales de Revenga, Palazuelos de Eresma y La Granja de San Ildefonso, se encuentra la salida de los túneles de Guadarrama, en la línea del AVE Madrid-Valladolid.

### Cerro deCabeza Grande
Es el más próximo a Revenga. En él pueden encontrarse construcciones (búnkeres) realizadas durante la guerra civil, así como restos de metralla, que también existen en el camino que rodea al pantano.

### Cauce del Río Frío,Río de la AcebedaoRío Acebedas
Aunque en su mayor parte se encuentra embalsado, formando el pantano de Puente Alta, merece la
pena recorrerlo en su tramo superior, a través de bellos paisajes entre los pinares. En este tramo se encuentra la captación que da lugar a la cacera del Acueducto.
Más abajo de la presa continúa hasta adentrarse en el término municipal de Navas de Riofrío, atravesando el bosque donde se encuentra el palacio del mismo nombre.

## Gastronomía
La gastronomía revengana es similar a la de Segovia. Se da mucha importancia al asado de cordero y al cochinillo.
En las fiestas de agosto son famosas las cenas que, durante tres días, tienen lugar en la plaza Eras del Mayo (plaza del Ayuntamiento). El cordero, el pollo asado y la caldereta son la base de las cenas que durante esos días reúnen a los habitantes de Revenga con parientes y amigos venidos de lugares diversos, especialmente Segovia y Madrid. A estas cenas se añaden las comidas que con motivo del maratón fotográfico o, como invitación a los niños de Revenga, también aparecen en el programa de fiestas. La Comisión de Festejos, recogiendo las sugerencias de los vecinos del pueblo y de los no residentes, organiza estos ágapes, con la valiosa colaboración de la Asociación de Vecinos y de establecimientos y vecinos de Revenga.

## Fiestas
- Bienvenida al Año Nuevo y Cabalgata de Reyes. En las noches del 31 de diciembre y 5 de enero se queman todos los malos recuerdos en monumentales hogueras junto al Ayuntamiento. La Comisión de Festejos y la Asociación de Vecinos organizan la cabalgata de Reyes, en la que colaboran particulares y empresas de Revenga, provocando la ilusión de los más pequeños y la complacencia de los padres.
- San Sebastián. Desde la Comisión de Festejos se ha conseguido recuperar la festividad del patrón de Revenga, el domingo más cercano al 20 de enero. El grupo de dulzaineros de Revenga y los grupos de paloteo acompañan en los actos religiosos y, al finalizar la misa, se invita a los vecinos en el salón del Ayuntamiento.
- San Blas. Se celebra en un domingo cercano al 3 de febrero. Procesión y acompañamiento de dulzaineros y paloteadores.
- Fiestas de Carnaval. Recuperadas por la AMPA "Virgen del Soto" para que disfruten especialmente los niños y niñas de Revenga. También se enciende una hoguera para incinerar la sardina.
- Feria de Abril. Evento organizado desde la Comisión de Festejos del Ayuntamiento de Revenga, con desfile de caballos y actuaciones de grupos de baile de sevillanas en una carpa que se monta frente al Ayuntamiento.
- Romería de la Virgen del Soto, el domingo de Pentecostés (séptima semana después de la Semana Santa). Con procesión antes de la misa y romería hasta la ermita por la tarde. Acompañamiento de dulzaineros y grupos de paloteo. En la noche del sábado al domingo tiene lugar una verbena popular en la plaza del Ayuntamiento.
- Fiestas patronales de Nuestra Señora y San Roque. Los días 15 y 16 de agosto marcan el cenit de unas actividades que ocupan la primera quincena de agosto. Incluyen la subida popular a la Mujer Muerta, el maratón fotográfico, actuaciones musicales, representaciones teatrales, proyecciones, competiciones deportivas, actividades infantiles, concursos, comidas y cenas multitudinarias. Las fiestas culminan los días principales con un animado baile hasta bien entrada la madrugada.